# Missouri Fox Trotter

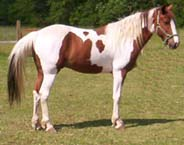
Koń Missouri Fox Trotter maści pinto

Missouri Foxtrotter – jedna z ras konia domowego, pochodząca z USA.

## Budowa
Kon średniej wielkości. W kłębie mierzy od 145 do 165 cm.
Każda maść jest dopuszczalna z wyjątkiem umaszczenia appaloosa.

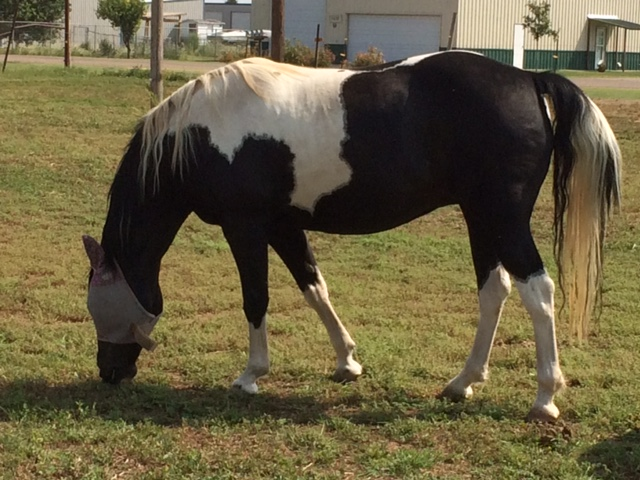
Missouri Fox Trotter

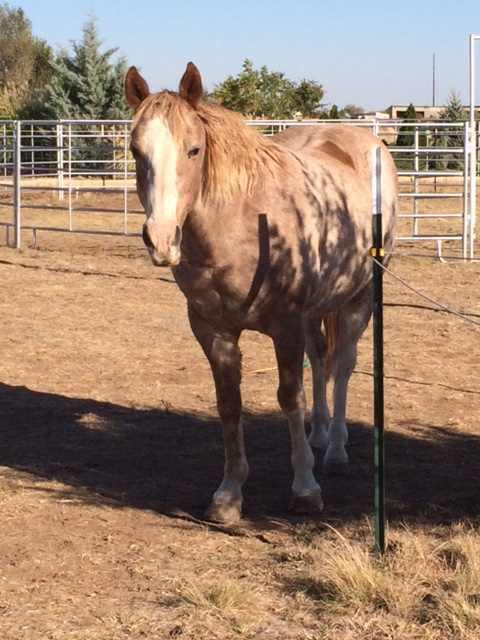
red roan

Powinien być mocno zbudowany, zdolny do niesienia ciężaru. Głowa mała, sucha, zwężająca się ku nozdrzom, z uszami o zaostrzonych końcach, podobnych do lisich. Duże, bystre oczy, znamionujące inteligencję.
Kark w proporcji do kłody, dobrze osadzony.
Grzbiet krótki i mocny, dobrze wysklepione żebra. Klatka piersiowa głęboka i mocna. Łopatki powinny być osadzone pod kątem około 45-50 stopni do reszty ciała, dobrze umięśnione.
Nogi muskularne, zwężające się ku kopytom.
Kopyta mocne, w proporcji do reszty ciała.

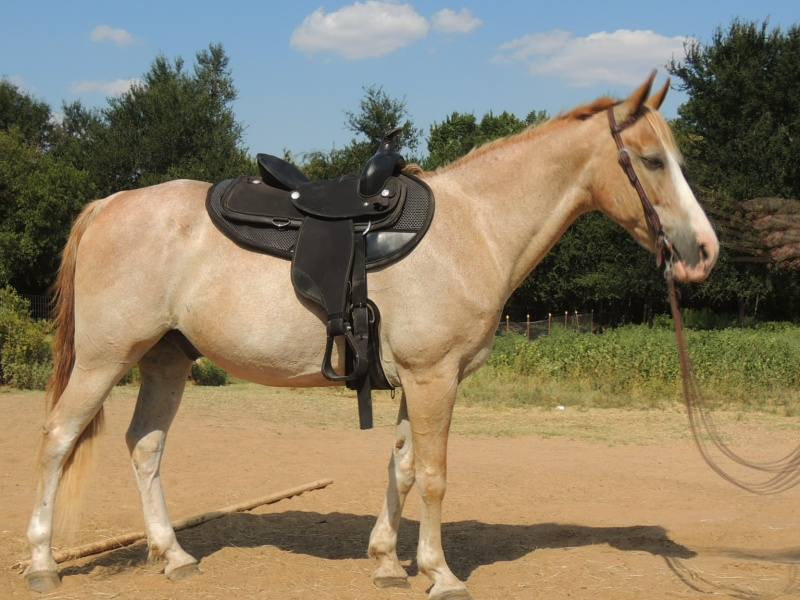
13 years old gelding, red roan color

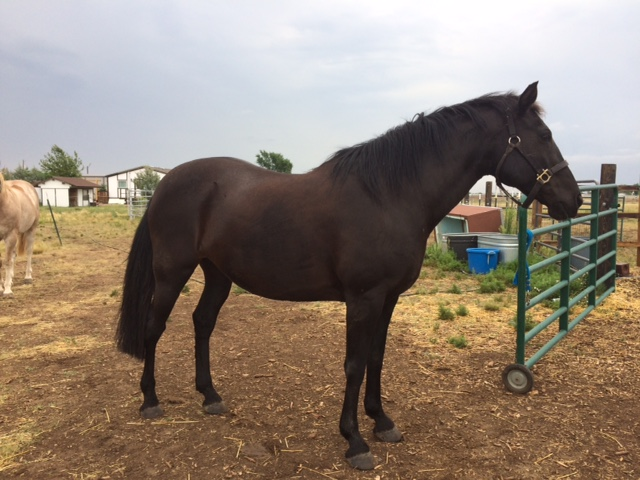
black mare

## Historia, pochodzenie, użytkowość
Pochodzi z gór Ozark położonych na granicy stanów Arkansas i Missouri w USA. Powstał w latach 20. XIX wieku i zalicza się do najstarszych ras amerykańskich. Kiedy w 1821 r. Missouri stało się oficjalnie jednym ze stanów USA, ludzie zaczęli tu masowo przybywać z Tennessee, Kentucky i Wirginii, zabierając ze sobą najróżniejsze wierzchowce. Znaczącą rolę w tworzeniu typu, z którego później powstał Missouri Fox Trotter, odegrali pierwsi osadnicy rejonu Ozark - Alsupsowie. Krzyżowali oni wielochodźce (ang. gaited horses) ras Saddlebred, Standardbred, Tennessee Walking Horse z mocnymi, dobrze zbudowanymi i wszechstronnymi rasami kłusującymi jak Morgan, Thoroughbred (folblut) i końmi arabskimi, dzięki czemu uzyskali konie wszechstronnie użytkowe, łączące silę z piękną sylwetką, wierzchowce zdolne do pokonywania dużych odległości w trudnym terenie w sposób wygodny dla jeźdźca, pracy z bydłem, orki, ciągnięcia wozu czy powózki do kościoła w niedzielę i wyścigów po kościele, a później powrotu do domu w ten sam dzień. Konie te były wybierane przez osoby, które musiały pokonywać duże dystanse bez zmęczenia konia czy jeźdźca, jak szeryfów, lekarzy, handlarzy bydłem. Do dziś używane są przez rangerów lub np. w Wielkim Kanionie do transportowania turystów.
Tak narodziła się jedna z ras wielochodzców, które zamiast- bądź oprócz tradycyjnego kłusa mają różne chody, jak fox trot u Missouri Fox Trotterow, running walk u Tennessee Walking Horse, Paso LLano czy Sobreandando u Peruvian Paso, rack w Racking Horse itd. Z Tennessee Walking Horse łączą tę rasę wspólni przodkowie, stąd duża różnorodność w obrębie rasy typów i wielkości poszczególnych osobników oraz czystość ich chodów. Ostatnio podejmowane są prace hodowlane, mające na celu ograniczenie wpływu Tennessee Walking Horse na tę rasę.
Wspomnieć też należy, że fox trot jest chodem wrodzonym, nie wymagającym treningu i używania tzw. action devices jak specjalnych podkowów, wysokich podkładek, łańcuchów na pęcinach itp używanych do zwiększenia efektowności chodu jak u ras Saddlebred czy Tennessee Walking Horse.
Jak inne wielochodźce, Missouri Fox Trotter (MFT) jest w stanie pokonywać duże odległości bez zmęczenia, używany jest więc do rajdów: endurance i trail. Ze względu na wyjątkowo łagodne usposobienie, inteligencję, łatwość jazdy i przyjazność, jest wspaniałym koniem dla całej rodziny. Dzięki charakterystycznemu czterotaktowemu chodowi fox trot zamiast kłusa, mogą go używać osoby z różnymi schorzeniami czy osoby starsze, niezdolne do anglezowania czy jazdy w półsiadzie.

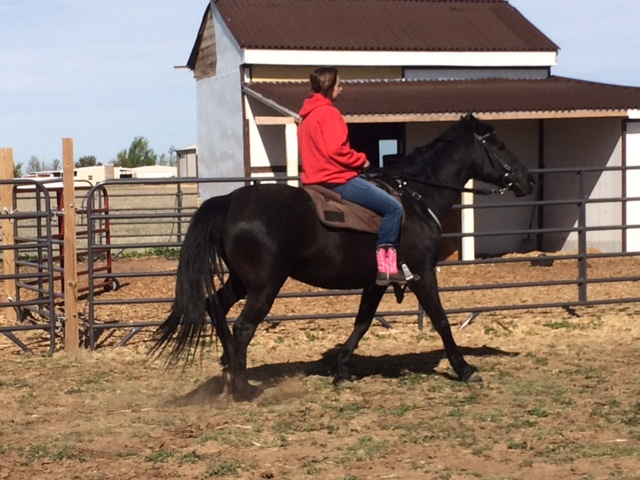
Klacz rasy Missouri Fox Trotter w fox trocie

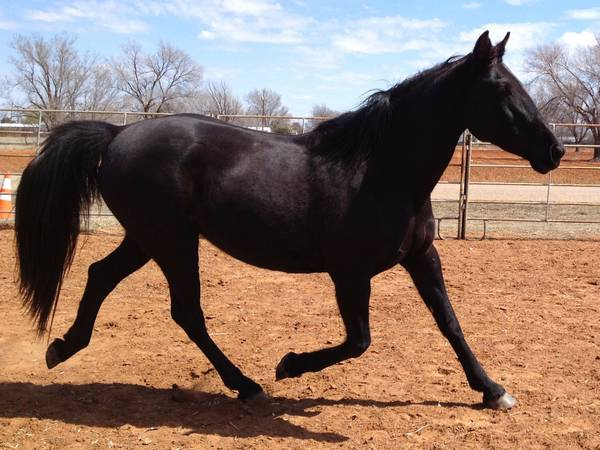
Missouri Fox Trotter mare

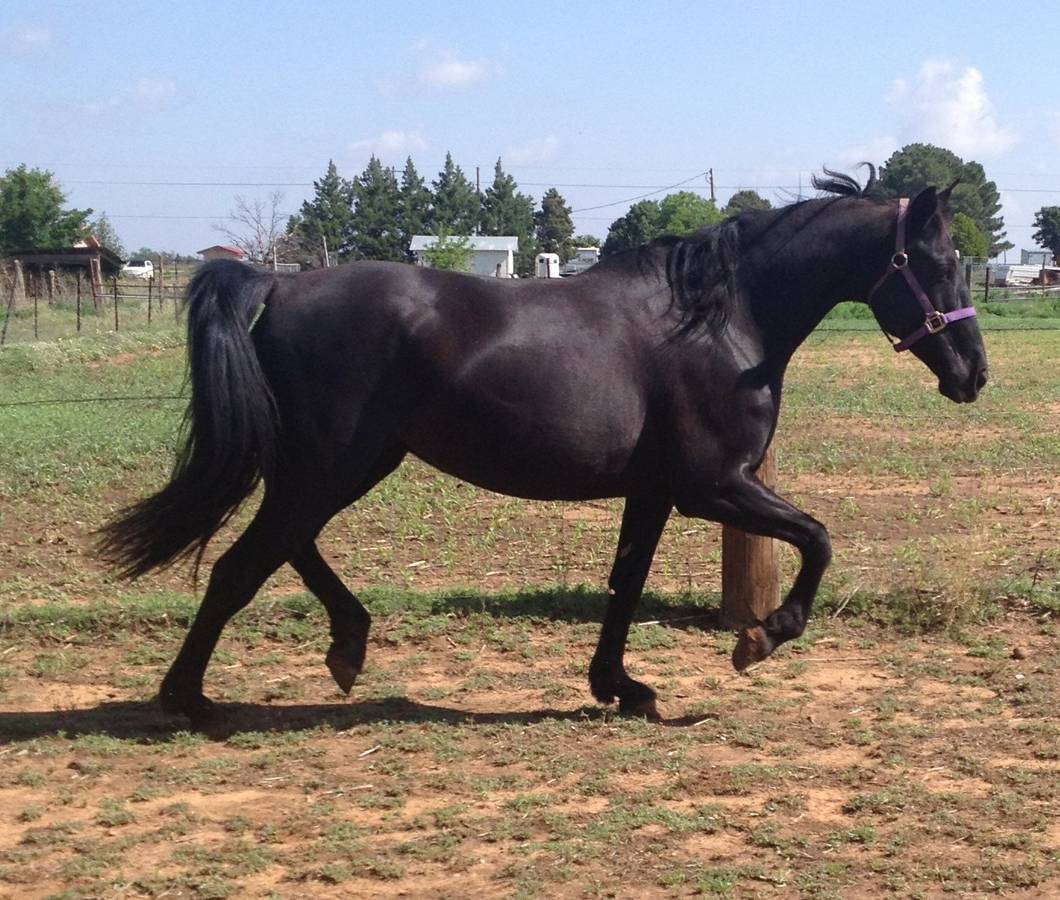
Klacz rasy Missouri Fox Trotter

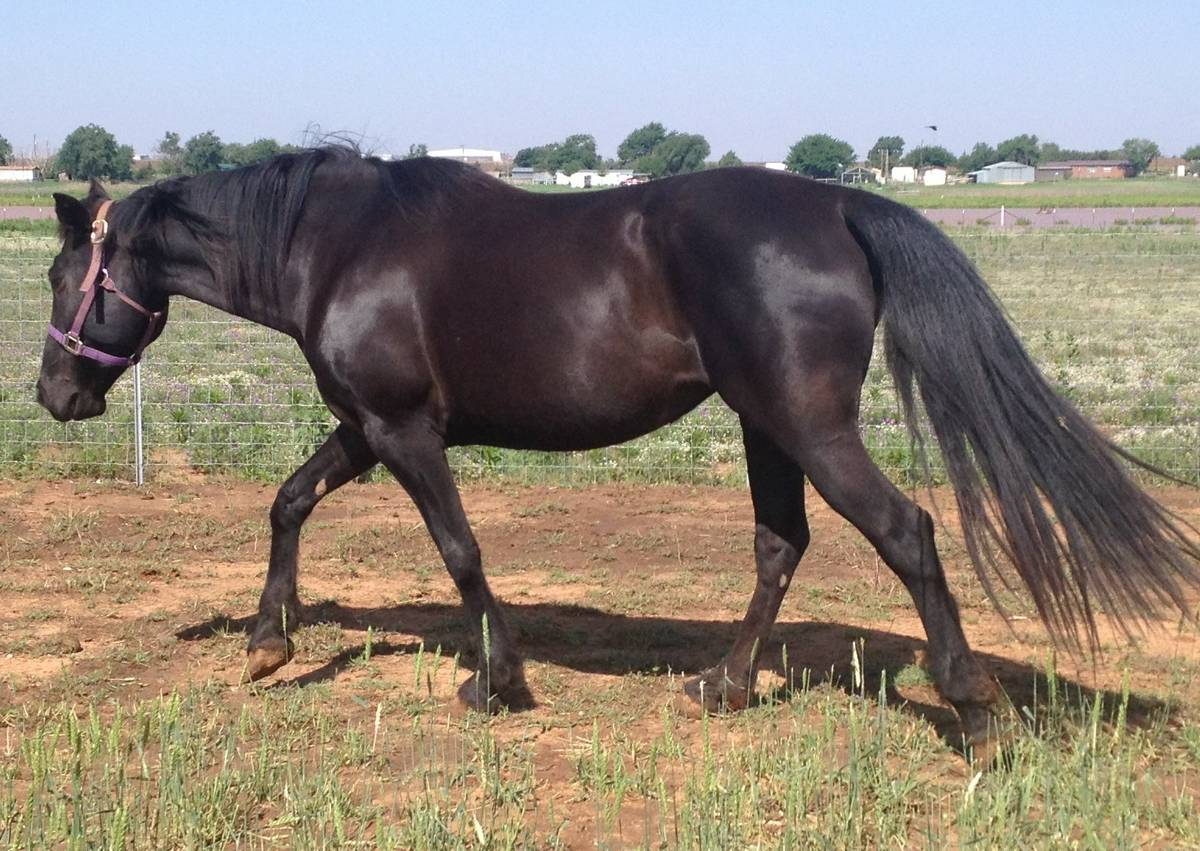
Missouri Fox Trotter

## Chód, jazda
Fox Trotter nie jest koniem o ekstrawagancko wysokim chodzie, jak Saddlebred, ale bardzo pewnym w każdym terenie.
Flat Walk (step) jest bardzo wydajny, o bardzo długim wykroku (przy prawidłowym ukątowaniu łopatek), zagarniający przestrzeń. Zadnie nogi głęboko wchodzą pod kłodę i przekraczają (ang. overstride) ślady przednich. Odbywa się to z charakterystycznym kiwaniem-'przytakiwaniem' głową w rytm zadnich nóg.
Fox Trot – charakterystyczny dla rasy chód, od którego wzięła nazwę. Polega na tym, że przednie nogi konia poruszają się stępem, a zadnie ślizgającym się kłusem, co powoduje minimalne ruchy grzbietu, tylne nogi przekraczają ślady przednich. Jeśli tak się nie dzieje, nie jest to prawdziwy fox trot. Jest to niezwykle komfortowe i pozwala pokonywać długie dystanse ze stosunkowo dużą prędkością, od 8 do 13 km/godz. bez zmęczenia. Jeździec nie porusza się w siodle w górę i w dól jak w kłusie, ale siedzi praktycznie nieruchomo, jedynie z lekkim kołysaniem do przodu i do tyłu. Fox trot jest chodem diagonalnym, podobnie jak kłus, ale rytm jest minimalnie opóźniony, co powoduje ze zamiast chodu dwutaktowego kłusa(1-2), słyszymy wyraźnie cztery oddzielnie uderzenia kopyt (1-2--3-4), gdzie przerwa między drugim i trzecim uderzeniem jest nieco dłuższa. To powoduje, że nie ma fazy 'lotu' jak w kłusie i twardego lądowania, powodującego wstrząs; MFT cały czas ma nogę na ziemi.
W czasie fox trota łeb konia jest lekko uniesiony, z charakterystycznym "potakiwaniem", u niektórych koni również "potakują" rozluźnione uszy i dolna warga. Ogon jest lekko uniesiony.
Galop-porównywany jest do ruchu fotela na biegunach ('rocking chair canter'); miękki, bujający, z lekko uniesioną głowa i ogonem, bardzo wygodny i łatwy do wysiedzenia nawet przez początkujących jeźdźców.
Niektóre osobniki tej rasy zdolne są też do innych chodów, jak running walk, singlefooting czy rack.